# První vláda Ramsaye MacDonalda
První vláda Ramsaye MacDonalda vládnoucí roku 1924 byla první labouristickou vládou Spojeného království. Protože neměla většinu v Dolní sněmovně, byla závislá na podpoře opozičních stran. Postupně se neprávem stala terčem obav z komunismu a po devíti měsících v úřadu jí byla vyslovena nedůvěra.

## Politika

### Vytvoření vlády

Dolní sněmovna po volbách 1923
Konzervativní strana: 258
Labouristická strana: 191
Liberální strana: 158

Po všeobecných volbách v prosinci 1923 byla Dolní sněmovna rozdělená na tři podobně silné části. Protože konzervativní vláda Stanleyho Baldwina v lednu nezískala důvěru, přicházely v úvahu dva scénáře; buď koalice Konzervativní a Liberální strany, nebo historicky první vláda Labouristické strany. Lídr liberálů Herbert Henry Asquith i konzervativců Stanley Baldwin ale nakonec labouristický kabinet připustili s očekáváním, že se ukáže neschopným a tím stmelí jejich vlastní strany. Liberálové navíc počítali s tím, že budou kontrolovat vládu de facto.
22. ledna 1924 byl proto vůdce Labouristické strany Ramsay MacDonald jmenován ministerským předsedou. Nástup do vlády zaskočil i samotné labouristy; v Buckinghamském paláci nakrátko zavládlo napětí, král Jiří V. si ale postupně začal s MacDonaldem rozumět. Vláda žádnou revoluci nechystala, premiér i kancléř pokladu Philip Snowden věřili v pozvolné tempo změn; osm z dvaceti členů vlády pocházelo z vyšší nebo vyšší střední třídy.

### Domácí politika
Nejdůležitější počin vlády v domácí politice byl zákon o bydlení, který zavedl subvence místním úřadům, aby byly postaveny levné byty pro málo placené dělníky. Byl také ustanoven školský výbor, který později zavedl nové základy středoškolského vzdělání. Labouristé odkázali dalším vládám dva principy; že stát má povinnost zajistit občanům důstojné bydlení a že na středoškolské vzdělání mají nárok všechny děti bez rozdílu.

### Zahraniční politika
Labouristická diplomacie se ve výsledku příliš nelišila od předchozích vlád. MacDonald ve zprávě pro Dolní sněmovnu uvedl, že se bude kabinetní politika zakládat na demokracii, otevřené politice a lidských právech; vyjednávací síla ministerstva zahraničí bude vycházet nikoli z vojenské síly, ale z odůvodněné politiky. Oněch devět měsíců MacDonaldovy zahraniční politky je hodnoceno víceméně kladně.
Vláda se podílela na přijetí Ženevského protokolu o odzbrojení a mezinárodní bezpečnosti; anulací dluhu Irského svobodného státu byla též zažehnána hrozba násilí v Irsku. Kabinet také de iure uznal Sovětský svaz, což ovšem vedlo k jeho pádu.

### Pád vlády
Právě uznání SSSR bylo sice politicky výhodným krokem, vyprovokovalo ale útoky ze strany konzervativců a liberálů. Vláda, dosud držená zejména Liberální stranou, začala ztrácet i její podporu; dílem také kvůli malému vlivu Asquitha na kabinetní politiku. Kampaň proti labouristům, mnohdy užívající špinavé metody, postupovala, a to navzdory faktu, že MacDonald veškeré projevy bolševismu ve své straně tvrdě potlačoval. Události nakonec vedly v listopadu k vyslovení nedůvěry vládě poměrem 364:198. Pár dní poté byl zveřejněn tzv. Zinovjevův dopis, údajně dokazující, že labouristé chystají komunistickou revoluci. Ve skutečnosti se jednalo o podvrh. V následujících všeobecných volbách byla Labouristická strana poražena, když získala jenom 151 poslanců.

## Legitimita vlády
| Vládní strana        | Hlasy ve volbách | % zisk | Mandáty v Dolní sněmovně | Křesla v kabinetu | Vůdce strany     |
| -------------------- | ---------------- | ------ | ------------------------ | ----------------- | ---------------- |
| Labouristická strana | 4 267 831        | 30,7 % | 191/615                  | 20                | Ramsay MacDonald |

## Seznam členů kabinetu
| Úřad                             | Člen kabinetu      | Strana               | Nástup do úřadu | Odchod z úřadu    |
| -------------------------------- | ------------------ | -------------------- | --------------- | ----------------- |
| Premiér a ministr zahraničí      | Ramsay MacDonald   | Labouristická strana | 22. ledna 1924  | 4. listopadu 1924 |
| Lord kancléř                     | Lord Haldane       | Labouristická strana | 22. ledna 1924  | 4. listopadu 1924 |
| Lord prezident Státní rady       | Lord Parmoor       | Labouristická strana | 22. ledna 1924  | 4. listopadu 1924 |
| Lord strážce pečeti              | John Robert Clynes | Labouristická strana | 22. ledna 1924  | 4. listopadu 1924 |
| Kancléř státní pokladny          | Philip Snowden     | Labouristická strana | 22. ledna 1924  | 4. listopadu 1924 |
| Ministr vnitra                   | Arthur Henderson   | Labouristická strana | 22. ledna 1924  | 4. listopadu 1924 |
| Ministr kolonií                  | James Henry Thomas | Labouristická strana | 22. ledna 1924  | 4. listopadu 1924 |
| Ministr války                    | Stephen Walsh      | Labouristická strana | 22. ledna 1924  | 4. listopadu 1924 |
| Ministr pro Indii                | Sir Sidney Olivier | Labouristická strana | 22. ledna 1924  | 4. listopadu 1924 |
| Ministr pro Skotsko              | William Adamson    | Labouristická strana | 22. ledna 1924  | 4. listopadu 1924 |
| Ministr letectva                 | Lord Thomson       | Labouristická strana | 22. ledna 1924  | 4. listopadu 1924 |
| První lord admirality            | Lord Chelmsford    | Labouristická strana | 22. ledna 1924  | 4. listopadu 1924 |
| Kancléř vévodství lancasterského | Josiah Wedgwood    | Labouristická strana | 22. ledna 1924  | 4. listopadu 1924 |
| Předseda obchodní rady           | Sidney Webb        | Labouristická strana | 22. ledna 1924  | 4. listopadu 1924 |
| Ministr zemědělství              | Noel Buxton        | Labouristická strana | 22. ledna 1924  | 4. listopadu 1924 |
| Prezident úřadu pro obchod       | Charles Trevelyan  | Labouristická strana | 22. ledna 1924  | 4. listopadu 1924 |
| Generální poštmistr              | Vernon Hartshorn   | Labouristická strana | 22. ledna 1924  | 4. listopadu 1924 |
| První komisař veřejných prací    | Fred Jowett        | Labouristická strana | 22. ledna 1924  | 4. listopadu 1924 |
| Ministr práce                    | Thomas Shaw        | Labouristická strana | 22. ledna 1924  | 4. listopadu 1924 |
| Ministr zdravotnictví            | John Wheatley      | Labouristická strana | 22. ledna 1924  | 4. listopadu 1924 |